# Équipe du Liberia de football
Cet article traite de l'équipe masculine. Pour l'équipe féminine, voir Équipe du Liberia féminine de football.
Maillots
L’équipe du Liberia de football est constituée par une sélection des meilleurs joueurs libériens sous l'égide de la Fédération du Liberia de football.

## Classement FIFA
| Année              | 1993 | 1994 | 1995 | 1996 | 1997 | 1998 | 1999 | 2000 | 2001 | 2002 | 2003 | 2004 | 2005 | 2006 | 2007 | 2008 | 2009 | 2010 | 2011 | 2012 | 2013 | 2014 | 2015 | 2016 | 2017 | 2018 |
| ------------------ | ---- | ---- | ---- | ---- | ---- | ---- | ---- | ---- | ---- | ---- | ---- | ---- | ---- | ---- | ---- | ---- | ---- | ---- | ---- | ---- | ---- | ---- | ---- | ---- | ---- | ---- |
| Classement mondial | 123  | 127  | 87   | 94   | 94   | 108  | 105  | 95   | 73   | 88   | 110  | 123  | 135  | 115  | 145  | 139  | 161  | 160  | 123  | 112  | 98   | 115  | 107  | 101  | 134  | 150  |

## Palmarès
L'équipe du Liberia ne s'est jamais qualifiée pour une phase finale de Coupe du monde, bien que possédant l'un des meilleurs footballeurs africains de l'histoire, George Weah.
Elle échoua pour un petit point dans la course à la qualification pour le Mondial 2002 au profit du Nigeria.

### Parcours enCoupe du monde
| Année | Position    |      | Année             | Position |                   | Année | Position |
| 1930  | Non inscrit | 1970 | Non inscrit       | 2002     | Tour préliminaire |       |          |
| 1934  | Non inscrit | 1974 | Non inscrit       | 2006     | Tour préliminaire |       |          |
| 1938  | Non inscrit | 1978 | Non inscrit       | 2010     | Tour préliminaire |       |          |
| 1950  | Non inscrit | 1982 | Tour préliminaire | 2014     | Tour préliminaire |       |          |
| 1954  | Non inscrit | 1986 | Tour préliminaire | 2018     | Tour préliminaire |       |          |
| 1958  | Non inscrit | 1990 | Tour préliminaire | 2022     | Tour préliminaire |       |          |
| 1962  | Non inscrit | 1994 | Forfait           | 2026     | À venir           |       |          |
| 1966  | Forfait     | 1998 | Tour préliminaire |          |                   |       |          |

### Parcours enCoupe d'Afrique
| Année | Position          |      | Année             | Position |                   | Année | Position |
| 1957  | Non inscrit       | 1982 | Tour préliminaire | 2006     | Tour préliminaire |       |          |
| 1959  | Non inscrit       | 1984 | Forfait           | 2008     | Tour préliminaire |       |          |
| 1962  | Non inscrit       | 1986 | Tour préliminaire | 2010     | Tour préliminaire |       |          |
| 1963  | Non inscrit       | 1988 | Tour préliminaire | 2012     | Tour préliminaire |       |          |
| 1965  | Non inscrit       | 1990 | Tour préliminaire | 2013     | Tour préliminaire |       |          |
| 1968  | Tour préliminaire | 1992 | Forfait           | 2015     | Tour préliminaire |       |          |
| 1970  | Non inscrit       | 1994 | Tour préliminaire | 2017     | Tour préliminaire |       |          |
| 1972  | Non inscrit       | 1996 | 1er tour          | 2019     | Tour préliminaire |       |          |
| 1974  | Non inscrit       | 1998 | Tour préliminaire | 2021     | Tour préliminaire |       |          |
| 1976  | Tour préliminaire | 2000 | Tour préliminaire | 2023     | Tour préliminaire |       |          |
| 1978  | Non inscrit       | 2002 | 1er tour          | 2025     | À venir           |       |          |
| 1980  | Non inscrit       | 2004 | Tour préliminaire | 2027     | À venir           |       |          |

## Sélectionneurs
| Période    | Période    | Nom                                  |
| ---------- | ---------- | ------------------------------------ |
| 21/11/2014 | En cours   | James Debbah                         |
| 13/02/2013 | 01/11/2013 | Frank Jericho Nagbe                  |
| 08/05/2012 | 29/12/2012 | Kaetu Smith                          |
| 18/02/2012 | 08/05/2012 | Thomas Kojo (intérim)                |
| 14/03/2011 | 18/02/2012 | Roberto Landi                        |
| 08/06/2010 | 14/03/2011 | Bertalan Bicskei                     |
| 27/02/2008 | 02/03/2009 | Antoine Hey                          |
| 12/07/2006 | 26/02/2008 | Frank Jericho Nagbe                  |
| 10/02/2006 | 11/07/2006 | Shawky Hussein Mahmoud Shehab El Din |
| 05/11/2004 | 09/02/2006 | Joseph Sayon                         |
| 08/08/2002 | 04/11/2004 | Kadalah Kromah                       |
| 14/07/2000 | 07/08/2002 | Philippe Redon                       |

## Joueurs

### Principaux joueurs
- Prince Daye
- James Debbah
- Edward Dixon
- Francis Doe
- Collins John
- Oliver Makor
- Zizi Roberts
- Kelvin Sebwe
- George Weah
- Christopher Wreh